# A Nightmare on Elm Street 4: The Dream Master
A Nightmare on Elm Street 4: The Dream Master (Pesadilla en Elm Street 4: El señor de los sueños en España, Pesadilla 4 en Argentina y Pesadilla en la calle del infierno 4: El amo de los sueños en México y Venezuela) es película de terror slasher, que es la cuarta entrega de la serie de películas de A Nightmare on Elm Street. Fue dirigida por Renny Harlin y estrenada en 1988.

## Trama
Kristen, Kincaid y Joey, los supervivientes de A Nightmare on Elm Street 3: Dream Warriors, ya libres de Freddy, continúan con sus vidas normales en la escuela. Sin embargo, Kristen (Tuesday Knight) no está del todo tranquila, ya que últimamente ha soñado con ambientes relacionados con Krueger (la caldera, cadenas y demás elementos).
Joey y Kincaid, hartos de ser introducidos en las pesadillas de Kristen, le ponen un "alto", asegurando que Freddy ya no existe. Sin embargo, esa misma noche, Kincaid se duerme y despierta en el cementerio de autos donde Freddy había sido enterrado. Allí comprueba con sus propios ojos que los temores de Kristen se han hecho realidad: Freddy ha regresado y, como primera acción, asesina a Kincaid, dispuesto a acabar con los tres últimos Guerreros del Sueño que aún viven. Esa misma noche Joey también encuentra la muerte en manos del psicópata de los sueños.
Al día siguiente, Kristen se percata de la ausencia de sus amigos y empieza a temer lo peor. En la enfermería sufre una alucinación con Freddy involucrando varias jeringas con sangre infectada. Al volver en sí, acude con su novio Rick, Dan (amigo de éste) y Alice (hermana de Rick y su mejor amiga) a la que alguna vez fue la casa de los Krueger, donde cuenta brevemente la historia del psicópata. Antes de irse, Alice observa una pintura en el piso, muy similar a la que Kristen ve al inicio de la película en una de sus pesadillas.
Esa tarde, Kristen empieza a sentirse mal y descubre que su madre le puso sedantes en la comida para que pueda dormir. Todavía consciente, le reclama por la acción que ella y los otros padres de Elm Street tomaran contra Freddy y que, debido a ello, ahora su vida está en peligro. Intentando llamar a Alice, Kristen cae en sueños y despierta en una paradisíaca playa (gracias a Alice, ella intentó pensar cosas bonitas que le hicieron contrarrestar las pesadillas). Aparentemente todo marcha bien, pero entonces Freddy aparece con lentes de sol y empieza a perseguir a Kristen.
Esta cae de nuevo en la casa de las pesadillas y es acechada por Freddy. Inevitablemente llama en sus sueños a Alice. Freddy está por ir tras ella y Kristen la defiende, arriesgando su propia vida al caer dentro de la caldera hirviente. Antes de morir, sin embargo, Kristen le da sus poderes a Alice, los cuales atraviesan el cuerpo de Freddy involuntariamente, quedándose con un 50% de aquel extraño poder.
Alice se convierte en la nueva presa de Freddy y ello se manifiesta cuando en pleno examen de Física ella y su amiga Sheila se quedan dormidas y Freddy las ataca en clase, besando a Sheila hasta succionar toda su energía vital. Tras llevarse el cuerpo de la estudiante, Debbie considera ilógica la muerte de ella y Alice descubre que ha introducido a Sheila en sus sueños sin querer, tal y como Kristen lo hizo con ella el día en que murió.
Por otra parte, Dan y Rick empiezan a creer que Alice podría no estar tan equivocada con respecto a la existencia de Freddy, ya que conocen vagamente los sucesos oscuros que rodean a Elm Street en lo que a los jóvenes respecta. Ese día, sin embargo, Rick se duerme y en su pesadilla confronta a Freddy utilizando las artes marciales. No obstante, el monstruo lo ataca a traición y lo derrota. Alice descubre que su hermano acaba de ser asesinado.
Quedan solo tres chicos: Alice, Dan y Debbie. Los dos últimos notan que Alice, con cada muerte, va añadiendo algo de los fallecidos a su personalidad. Esa noche acuerdan verse en casa de Debbie para hacer vigilia y no dormir. Sin embargo, Debbie, mientras hacía ejercicios en su cochera, se duerme y Freddy la ataca. Alice y Dan intentan salvarla, pero por obra de Freddy, empiezan a repetir la misma acción una y otra vez. Por otro lado, Debbie empieza a convertirse en una monstruosa cucaracha a la que Freddy finalmente extermina, aplastándola con su propia mano.
Al descubrir lo que pasó, la pareja sufre un accidente con el auto, donde Dan queda inconsciente y es llevado de emergencia al quirófano. Alice decide confrontar a Freddy y se arma con todo para ir tras él. Rescata a Dan luego de que Freddy, como un cirujano, intentase matarlo. En una gran confusión, caen dentro de una iglesia abandonada, donde Dan es despertado y deja sola a Alice en el terreno onírico.
Se desata la última batalla entre Freddy y Alice, donde ésta finalmente lo vence al mostrarle su propio reflejo en un espejo, provocando que las almas de todos los niños que mató salgan de su cuerpo y lo dejen convertido en nada. 
Finalmente Alice y Dan pueden dormir tranquilos y contentos, ya que ahora son más que amigos: novios.

## Reparto
| Actor          | Personaje                 |
| -------------- | ------------------------- |
| Tuesday Knight | Kristen Parker            |
| Rodney Eastman | Joey Crusel               |
| Ken Sagoes     | Roland Kincaid            |
| Robert Englund | Freddy Krueger            |
| Lisa Wilcox    | Alice Johnson             |
| Danny Hassel   | Dan Jordan                |
| Brooke Theiss  | Deborah "Debbie" Stephens |
| Andras Jones   | Rick Johnson              |
| Toy Newkirk    | Sheila Kopecky            |
| Nicholas Mele  | Sr. Dennis Johnson        |
| Brooke Bundy   | Elaine Parker             |

## Curiosidades
- Se estrenó en 1988 y fue la segunda más taquillera de todas las películas de la saga, detrás de Freddy vs Jason y Freddy's Dead: The Final Nightmare.
- El personaje de Kristen Parker en la tercera parte era interpretada por Patricia Arquette. Sin embargo, esta vez no volvió a hacerlo, ya que se encontraba embarazada de su primer hijo en el momento del rodaje, y fue Tuesday Knight quien tomó el personaje en esta cuarta parte.
- La canción en la introducción de la película la canta precisamente la actual Kristen en la cuarta entrega: Tuesday Knight.
- El nombre del perro de Kinkaid es Jason, una clara referencia a Jason Voorhees, el asesino en serie de la saga de Viernes 13 y con quien Freddy pelea en Freddy contra Jason.
- Cuando Kristen y Alice hablan del Señor de los Sueños, el cigarro que fuma Kristen ansiosamente está apagado.
- En la tumba de Nancy Thompson, Kincaid y Joey pueden ser vistas en el cementerio.
- Cuando Kristen se duerme, se queda dormida en el piso, pero cuando está siendo quemada viva se ve que está sobre su cama.
- En el sueño de Kristen, al explotar el castillo de arena se puede ver que, durante un instante, se convierte en la casa de Freddy.
- Renny Harlin hace un cameo como estudiante y Robert Shaye, productor del film y de casi toda la saga, también aparece como profesor.
- En la escena en que Kristen despierta en enfermería, Robert Englund (el actor que interpreta a Krueger) aparece disfrazado como la enfermera que atiende a Kristen y se transforma en Krueger para lanzarle sangre a Kristen en una jeringa, antes de que Kristen realmente despertara siendo atendida por la verdadera enfermera.
- En la escena en la que Joey muere, ve en la televisión un reportaje. Cuando su madre le encuentra muerto se puede oír el mismo reportaje.
- Cuando Freddy mata a Kinkaid, cuando lo enfocan en su cama no se le ve la sangre y las heridas. Lo cual es raro, porque siempre cuando Freddy mata a alguien sabe dejar las heridas en la vida real.
- La pesadilla de Kristen es parecida a la primera pesadilla que tiene en la película anterior.

## Poderes de Alice
A medida que avanza la película, Alice obtiene hábitos u objetos de sus amigos muertos: 
- Kristen: La creencia sobre Freddy, habilidades de gimnasia, el hábito de fumar y poder meter gente en sus sueños.
- Sheila: La filosofía de "La mente sobre la materia".
- Rick: Las artes marciales.
- Debbie: La valentía de enfrentar peligros.

## La saga
- A Nightmare on Elm Street (1984). Dirigida por Wes Craven.
- A Nightmare on Elm Street Part 2: Freddy's Revenge (1985). Dirigida por Jack Sholder.
- A Nightmare on Elm Street 3: Dream Warriors (1987). Dirigida por Chuck Russel.
- A Nightmare on Elm Street 4: The Dream Master (1988). Dirigida por Renny Harlin.
- A Nightmare on Elm Street 5: The Dream Child (1989). Dirigida por Stephen Hopkins.
- Pesadilla final: la muerte de Freddy (1991). Dirigida por Rachel Talalay.
- Wes Craven's New Nightmare (1994). Dirigida por Wes Craven.
- Freddy contra Jason (2003).Dirigida por Ronni Yu.
- Never Sleep Again The Elm Street Legacy (2010) Dirigida por Daniel Farrands & Andrew Kasch
- A Nightmare on Elm Street (2010). Dirigida por Samuel Bayer.